# Zone de rencontre
 (novembre 2021).
Une zone de rencontre est en Belgique, en France, en Suisse, au Luxembourg et en Autriche, un ensemble de voies où les piétons ont la priorité absolue et sont autorisés à circuler sur la chaussée, même si des trottoirs sont présents. La vitesse de circulation des autres usagers est limitée à 20 km/h. 

## Histoire
Les zones de rencontre sont une extension d’un concept plus ancien, celui de la zone résidentielle apparu dans les années 1970 aux Pays-Bas, avec les « woonerf » (du néerlandais erf propriété et woon résidentiel), qui concernait principalement les espaces où l’habitat prédominait. 
Dès 1988, ce concept a été étendu aux Pays-Bas aux quartiers commerciaux, centres-villes, et centres historiques : on parle alors de erf, et non plus de woonerf. Il est ensuite étendu à d’autres pays, comme la Belgique, la Suisse, puis en 2008 en France sous le nom de zone de rencontre et 2013 en Autriche, nommé Begegnungszone (également « zone de rencontre » en français).

## Principes
Trois principes sont communs aux notions de zone de rencontre dans les différents pays européens :
- la priorité est donnée aux piétons qui n’ont pas obligation de se déplacer sur les trottoirs, s'ils existent ;
- la vitesse de tous les véhicules est limitée à 20 km/h ;
- régime de priorité par défaut aux intersections (ex. priorité à droite en Europe continentale).

En termes d’aménagement et de signalisation, les principes peuvent varier d’un pays à un autre. Les aménagements peuvent être minimalistes comme à Drachten aux Pays-Bas où trottoirs et signalisation disparaissent pour aboutir au concept de route nue. 
Cependant, d'autres aménageurs préfèrent assurer la sécurité et le confort des usagers les plus fragiles, par exemple en matérialisant des cheminements pour les handicapés comprenant des bandes d'éveil de vigilance.

## Usage
Cet aménagement se prête bien à une zone urbaine où la vie locale prime sur la circulation, notamment les voies que l'aménageur ne souhaite pas forcément rendre piétonnes tout en souhaitant davantage apaiser la circulation que ce que permet une zone 30. Des voies avec une intense activité commerciale en centre-ville, une zone résidentielle calme, un centre historique aux rues étroites où les piétons pénètrent facilement sur la chaussée se prêtent généralement à un aménagement en zone de rencontre.
Le stationnement ne doit pas être organisé en files latérales dont l'effet est de séparer trottoirs et chaussée et de mettre en confiance les conducteurs rapides.

## Par pays

### Belgique
Le concept apparaît en Belgique en 2004 comme une extension du concept de zone résidentielle (apparu en Belgique en 1978) aux zones accueillant des activités à caractère communautaire : commerces, écoles, tourisme, etc.
Une des toutes premières zones de rencontre est celle de la ville de Tournai. Elle est située à l’intérieur d’une zone 30, le long du quai du marché aux Poissons. Bordée de terrasses de café d’un côté et par le RAVeL (réseau autonomes de voies lentes) longeant l’Escaut et situé deux marches en contrebas de l’autre côté

### France

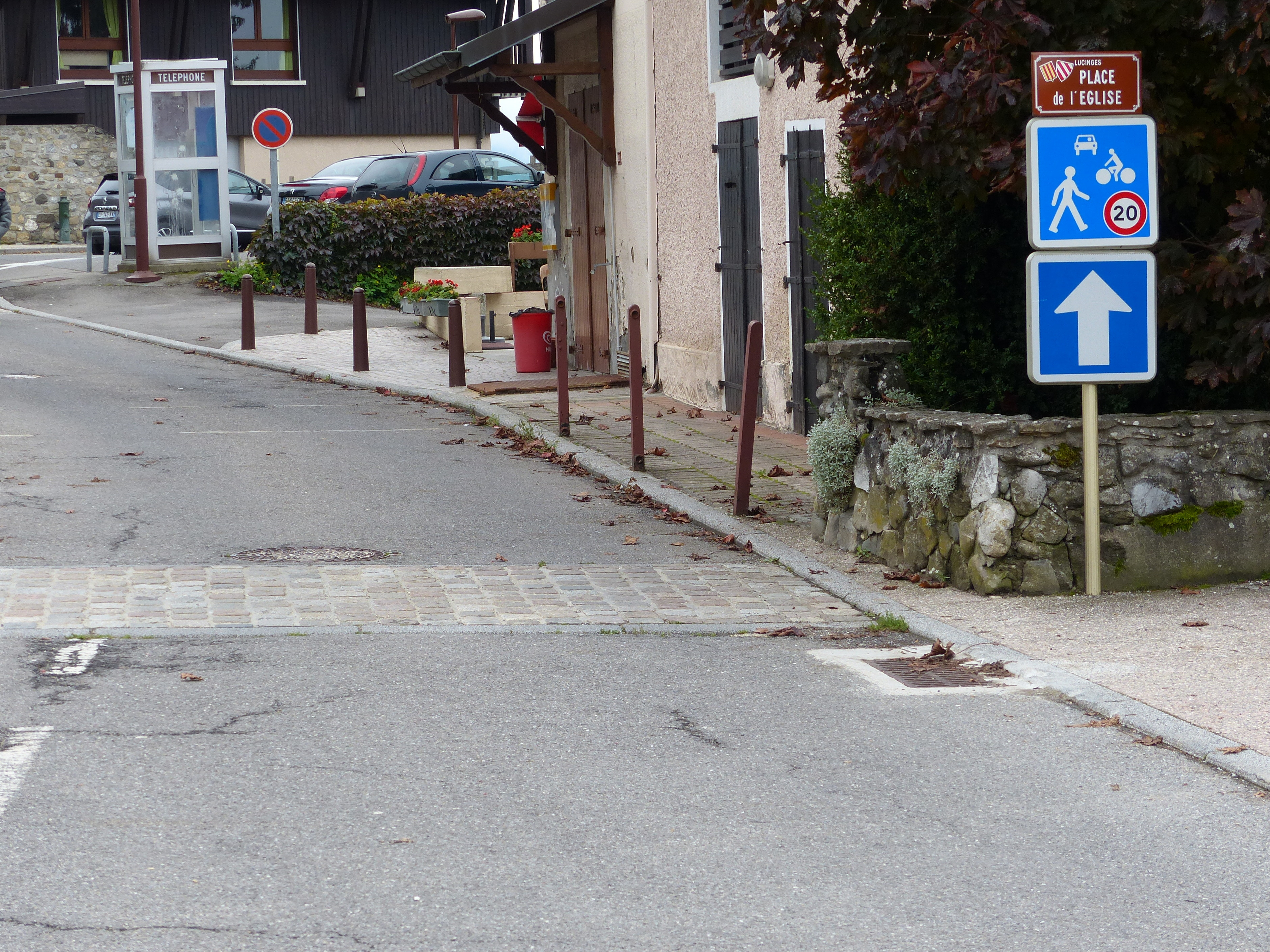
Place de l'Église à Lucinges.

La ville de Chambéry est considérée comme pionnière dans le domaine avec la mise en place, dans les années 1980, d’« aires piétonnes » colorées en rouge et signalées par un panneau « cyclistes et piétons sont prioritaires ». Les voitures et les bus sont contraints de rouler à 30 km/h. Cette ville anticipe les zones 30 qui apparaîtront en 1990, et surtout les zones de rencontre qui ne seront créées qu’avec le décret du 30 juillet 2008 et où les piétons sont effectivement prioritaires.
Dans une zone de rencontre, les piétons sont autorisés à circuler sur la chaussée sans y stationner et bénéficient de la priorité sur les véhicules. La vitesse des véhicules y est limitée à 20 km/h.
Toutes les chaussées sont à double sens pour les cyclistes, c’est-à-dire que les cyclistes peuvent circuler dans les deux sens, sauf si une interdiction le spécifie.
Un panneau de signalisation signale l’entrée, et un autre la sortie de zone.
Le stationnement des véhicules hors des emplacements prévus est strictement interdit.
Toute la réglementation classique s’applique à la zone de rencontre que ce soit la législation pour les personnes à mobilité réduite (notamment les personnes handicapées), la signalisation, etc. Ainsi, il est recommandé de garder un espace refuge réservé aux piétons dès que la largeur de la rue le permet, afin d’assurer un cheminement piéton non accessible aux véhicules motorisés. Ainsi n’est-on pas dans un concept de route nue sans panneaux ni équipements, très perturbant pour certaines personnes handicapées.
En termes d’aménagement et de lisibilité, parmi les idées avancées il y a celle d’une chaussée qui s’efface avec un changement de matériaux et un contraste visuel. Ainsi les usagers motorisés perçoivent que l’espace dans lequel ils pénètrent n’est plus essentiellement destiné à l’écoulement du trafic.
Le Grenelle Environnement en 2007 en a recommandé une généralisation en France, pour diminuer l'usage et les nuisances de la voiture et renforcer la sécurité des piétons et cyclistes.
Un observatoire national a également été créé par le CERTU (Centre d’études sur les réseaux, les transports, l’urbanisme et les constructions publiques), appelé l' « Observatoire national des aménagements ».

### Suisse

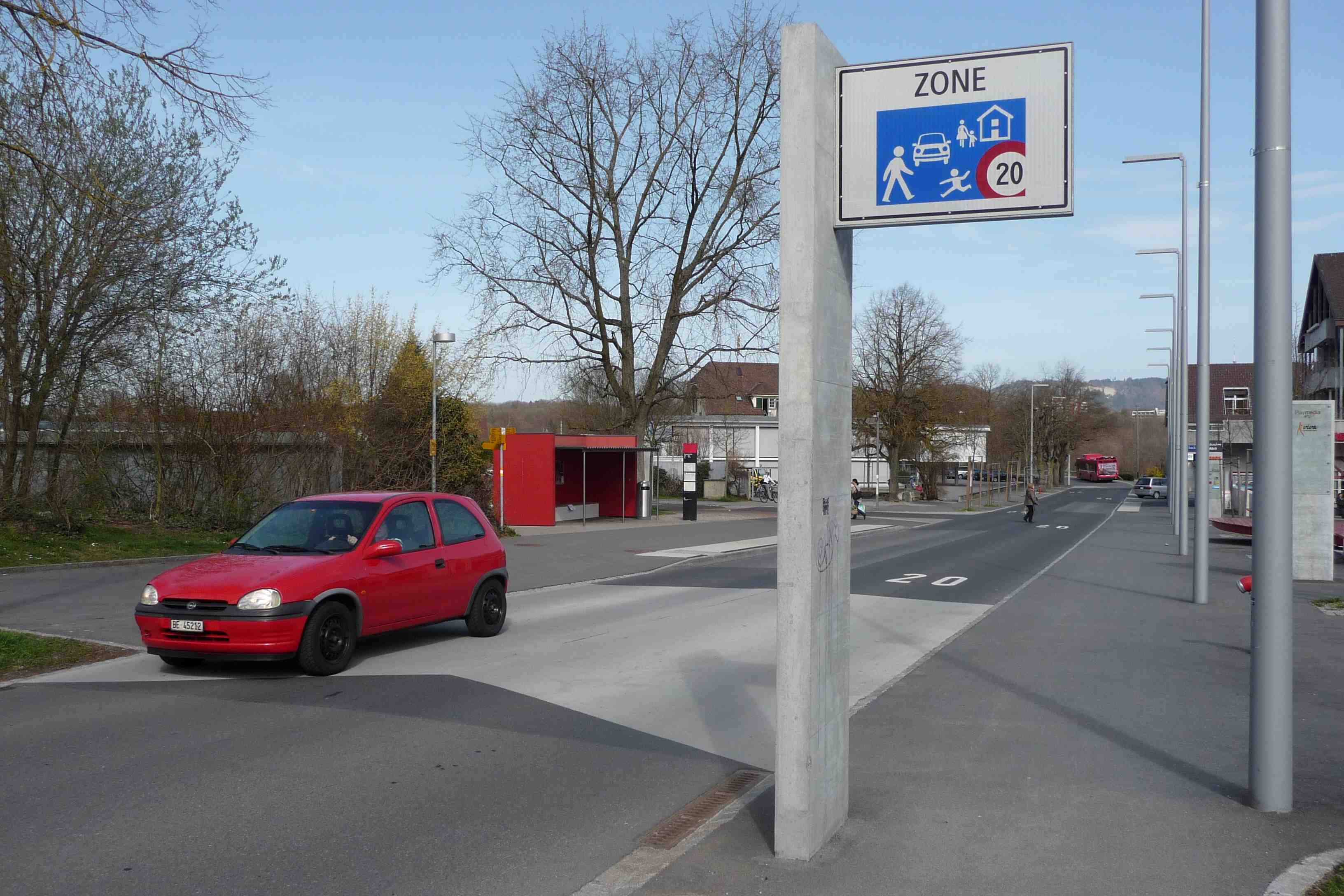
Une zone de rencontre en Suisse.

La zone de rencontre est entrée dans la législation suisse le 1er janvier 2002. Elle concerne des voiries situées dans des quartiers résidentiels ou commerciaux, à l’intérieur desquels les piétons ont la priorité sur la totalité de l’espace public. Toutefois, ceux-ci doivent veiller à ne gêner la circulation des véhicules. La vitesse y est limitée à 20 km/h et le stationnement n’est autorisé que là où il a été spécifiquement prévu.
La réglementation suisse autorise des charges de trafic élevées, contrairement à la législation belge. Les zones de rencontre se sont développées très rapidement. Le cas des villes de Bâle et de Zurich est intéressant, avec une conception d’ensemble des zones de rencontre sur tout leur territoire. En septembre 2005, le nombre de zones de rencontre en Suisse était estimé à deux cents et plus d’une centaine étaient en projet. Ainsi les abords des gares de Genève, de Lausanne et d’Yverdon-les-Bains bénéficient de ce statut. Il s’agit de vastes espaces, accueillant de nombreux bus et quais pour les usagers. La simplicité des aménagements réalisés est une de leurs caractéristiques. La voirie est large. Des traversées à l’intention des piétons ont été réalisées dans la zone de rencontre de Genève, en test pour une année. Celle-ci est notamment signalée par des rectangles bleus, perpendiculaires à la chaussée ; il ne s’agit pas d’un passage piétons mais d’une traversée suggérée.

## Comparaison entre pays
| Caractéristiques           | Belgique                                         | Pays-Bas                                                                                       | Suisse                                           | France |
| -------------------------- | ------------------------------------------------ | ---------------------------------------------------------------------------------------------- | ------------------------------------------------ | --- |
| Dénomination               | Zone résidentielle - zone de rencontre           | Woonerf, erf                                                                                   | Zone de rencontre                                | Zone de rencontre |
| Fonction du bâti           | Habitat ou activités diverses                    | Habitat ou activités diverses                                                                  | Habitat ou activités diverses                    | Habitat ou activités diverses |
| Vitesse                    | 20 km/h                                          | Vitesse du pas                                                                                 | 20 km/h                                          | 20 km/h |
| Densité du trafic          | Maximum : 100 à 120 véhicule par heure           | Faible : 100 à 300 véhicule par heure (heure de pointe)                                        | Pas de limite                                    | Non défini |
| Aménagement                | Plain-pied,                                      | effet de porte plain-pied,                                                                     | effet de porte plain-pied                        | Cohérents avec la limitation de vitesse applicable                                                                                                  |
| Priorité des modes doux    | Oui                                              | Oui                                                                                            | Oui                                              | Oui, généralisation des doubles-sens cyclables avec une signalisation adaptée l'indiquant (panonceau sous le sens interdit indiquant « sauf vélo ») |
| Séparation des usagers     | Non                                              | Non, mais possibilité de créer des espaces purement piétons le long des commerces par exemple  | Non                                              | Non, mais la loi de 2005 sur le handicap préconisant des cheminements sécurisés pour les personnes handicapées doit être respectée                  |
| Concertation des riverains | Obligatoire                                      | Souhaitée                                                                                      | Obligatoire                                      | Souhaitée |
| Stationnement              | Marqué au sol                                    | Stationnements vélos obligatoires                                                              | Signalé ou marqué au sol                         | Marqué au sol, le stationnement des véhicules motorisés n'est possible que sur les espaces aménagés                                                 |
| Transports publics         | Interdit                                         | Non sauf exception, concertation avec les compagnies de transport et le gestionnaire du réseau | Autorisé                                         | Autorisé |
| Passages piétons           | Non                                              | Non                                                                                            | Non                                              | Pas explicitement considéré car sans objet en zone de rencontre                                                                                     |
| Expertise préalable        | Non                                              | ?                                                                                              | Oui                                              | L'arrêté de création doit vérifier la cohérence de l'aménagement et la mise en place de la signalisation correspondante                             |
| Contrôle à postériori      | Non                                              | Non                                                                                            | Obligatoire après un an, ajustements éventuels   | Non défini |
| Priorité des véhicules     | Priorité à droite (sauf signalisation contraire) | Priorité à droite (sauf signalisation contraire)                                               | Priorité à droite (sauf signalisation contraire) | Priorité à droite (sauf signalisation contraire) et les piétons bénéficient de la priorité sur tous les véhicules sauf les tramways                 |
| Trafic de transit          | Non                                              | Non                                                                                            | Oui                                              | Oui |